# 女鹿伸樹
女鹿 伸樹（めが のぶき）は大沢事務所に所属する俳優、ナレーター。

## 出演作品

### CMナレーション
- オデッセイ（ホンダ）
- インテグラタイプR（ホンダ）
- まろやか酵母　いつくしむ手篇（キリン）
- ブラビア（ソニー）
- ケンタッキーフライドチキン
- 2008年度支援キャンペーン「なくなるといいな、ゴミという言葉。」（公共広告機構（現：ACジャパン））
- Ag＋「すべての働く人々へダンス」篇 (資生堂)

### テレビドラマ
- きらきらひかる（1998年、フジテレビ）
- ガラスの仮面2 第9話（1998年6月8日、テレビ朝日）
- 女と愛とミステリー 信濃のコロンボ事件ファイル3「信濃の国」（2003年2月5日、テレビ東京）

### OVA
- 銀河英雄伝説

### ゲーム
- ツタンカーメンの謎 アンク
- 九龍風水傅（玄太）

### 舞台
- 最後のブラッディ・マリー（1992年版）
- 奴ら〜海よ、俺の母よ〜（師匠役）
- タルチュフ
- ハムレットのための特別席
- バラ戦争

### その他
- 沖縄・美ら島百景　八重山7島を訪ねて（ナレーション）
- 〃本島　宮古島を訪ねて（〃）
- ユーキャン実録映像集　太平洋戦争（朗読）
- スノーグース　（朗読公演）
- プラネタリア（朗読）
- サイエンスアイ・スペシャル (ナレーション)